# Perognathus amplus
Espèce
Statut de conservation UICN

 LC  : Préoccupation mineure
Perognathus amplus est une espèce de rongeurs de la famille des Heteromyidae qui fait partie des souris à poches, c'est-à-dire des souris à abajoues. Cet animal vit au Mexique et aux États-Unis.
L'espèce a été décrite pour la première fois en 1900 par un zoologiste américain, Wilfred Hudson Osgood (1875-1947).

## Liste des sous-espèces
Selon Mammal Species of the World (version 3, 2005)  (29 nov. 2012) :
- sous-espèce Perognathus amplus amplus
- sous-espèce Perognathus amplus cineris
- sous-espèce Perognathus amplus pergracilis
- sous-espèce Perognathus amplus taylori

Selon NCBI (29 nov. 2012) :
- sous-espèce Perognathus amplus cineris
- sous-espèce Perognathus amplus pergracilis
- sous-espèce Perognathus amplus taylori